# Danielle Scott
Danielle Scott-Arruda (Baton Rouge, 1º ottobre 1972) è una pallavolista statunitense.
Gioca nel ruolo di centrale nel Brasília Vôlei Esporte Clube.

## Carriera
Danielle Scott, conosciuta anche con il cognome del marito Scott-Arruda, nasce a Baton Rouge, in Louisiana, da Charles Young e Vera Scott. Inizia a giocare a pallavolo da bambina e la sua carriera inizia nel 1990 nella NCAA Division I con la squadra del Long Beach, dove resta per tre stagioni ottenendo un terzo posto all'esordio, vincendo anche il titolo di miglior giocatrice del torneo e il primo posto nel 1993. Nella stagione 1994-95 inizia la carriera professionistica nelle San Diego Spikers, vincendo il campionato statunitense NVA. Nel 1994 viene convocata per la prima volta nella nazionale statunitense, con cui ottiene la medaglia d'oro al World Grand Prix 1995.
Nella stagione 1996-97 viene ingaggiata all'estero dalla Gierre Roma Pallavolo, squadra italiana militante in serie A1: con il club capitolino resta una sola stagione vincendo anche una Coppa CEV: si trasferisce poi all'União Esporte Clube nel massimo campionato brasiliano, dopo resta per una sola annata.
Dal 1998 al 2001 rinuncia a giocare con squadre di club, riservando la sua attività agonistica esclusivamente per nazionale con la quale vince diverse medaglie in varie competizioni, tra cui la medaglia d'oro al World Grand Prix 2001, vincendo anche diversi titolo individuali, coronato dal premio di MVP.
Nella stagione 2001-02 torna a giocare nel campionato brasiliano con la maglia dell'Associação Desportiva Classista BCN, raggiungendo il secondo posto; durante l'estate con la nazionale vince l'argento al campionato mondiale 2002, venendo sconfitta in finale dall'Italia. Nella stagione 2002-03 milita nel campionato giapponese tra le file delle Pioneer Red Wings.
Nella stagione 2003-04 viene ingaggiata dalla Pallavolo Chieri, poi diventata nel 2005 Chieri Volley, nel massimo campionato italiano: la permanenza nella squadra piemontese è la più lunga della sua carriera restando infatti fino al 2006, ottenendo la vittoria di una Top Teams Cup nel 2005. Con la nazionale in questo periodo sono da segnalare due medaglie d'oro al campionato nordamericano, a cui va aggiunta anche quella ottenuta nel 2001.
Nel 2006 torna in Brasile prima con il Clube Desportivo Macaè Sports e nella stagione seguente con l'Associação Desportiva Classista Finasa, non ottenendo alcun risultato di rilievo. Nel 2008 con la nazionale vince la medaglia d'argento ai giochi olimpici di Pechino, perdendo in finale contro il Brasile.
Nell'annata 2008-09 è nuovamente in Italia nel Castellana Grotte: al termine della Coppa panamericana 2009 decide di fermarsi temporaneamente per dedicarsi alla famiglia. Nella stagione 2010-11, torna a giocare in Brasile, nel São Bernardo; con la nazionale si aggiudica la medaglia d'argento alla Coppa del Mondo 2011, la medaglia d'oro al World Grand Prix 2012 e la medaglia d'argento ai Giochi della XXX Olimpiade di Londra; al termine dei giochi si ritira dalla nazionale, dopo aver collezionato 410 presenze.
Nella stagione 2012-13 viene ingaggiata dal Praia Clube. A marzo del 2013, terminati gli impegni col club brasiliano, viene ingaggiata dalle Indias de Mayagüez per terminare la stagione 2013, riuscendo a vincere lo scudetto. Nella stagione 2013-14 torna in Brasile per giocare nell'Amigos do Vôlei.

## Palmarès

### Club
- NCAA Division I: 1

1993
- Campionato statunitense femminile: 1

1994-95
- Campionato portoricano: 1

2013
- Top Teams Cup: 1

2004-05
- Challenge Cup: 1

1996-97

### Nazionale (competizioni minori)
- Giochi panamericani 1995
- Giochi panamericani 1999
- Coppa panamericana 2003
- Montreux Volley Masters 2004
- Giochi panamericani 2007

### Premi individuali
- 2001 - World Grand Prix: MVP
- 2001 - World Grand Prix: Miglior realizzatrice
- 2001 - World Grand Prix: Miglior muro
- 2002 - Campionato mondiale: Miglior muro
- 2009 - Coppa panamericana: Miglior muro